# Marmes Rockshelter

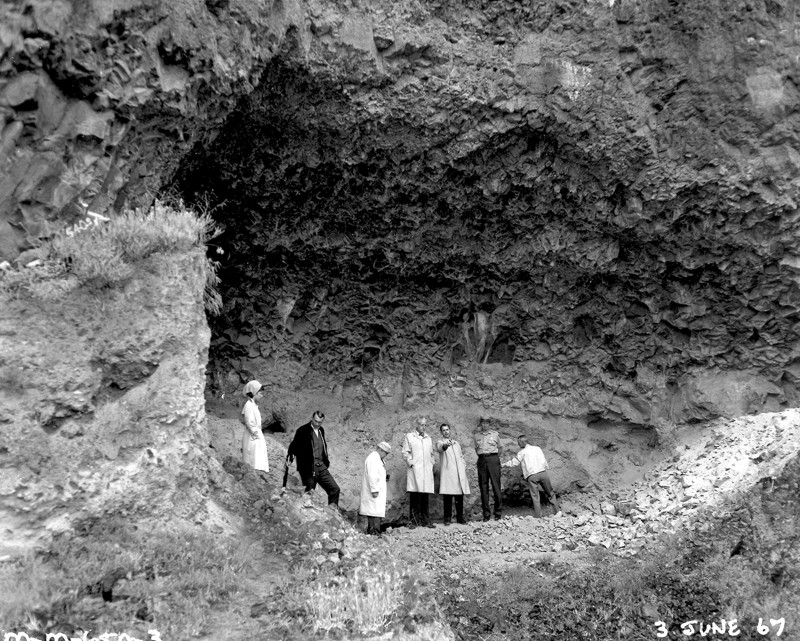
Officiels au Marmes Rockshelter.

Marmes Rockshelter, également connu sous le nom (45-FR-50), était un site archéologique fouillé à partir de 1962. Situé près de la confluence entre la Snake et la Palouse dans le comté de Franklin, au sud-est de l'État de Washington.

## Historique
Le site était remarquable dans le niveau de préservation des matières organiques, la profondeur des strates géologiques et l'âge apparent des restes de corps d'Amérindiens. Le site a été découvert sur la propriété de Roland Marmes, et a été à l'époque le site avec des restes humains le plus ancien d'Amérique du Nord.
En 1966, le site est devenu, avec Chinook Point et les camps américains et britanniques de l'île de San Juan, l'un des premiers National Historic Landmark de Washington.
En 1969, le site a été submergé lorsqu'une digue protégeant le site de la retenue d'eau du barrage Lower Monumental n'a pas tenu, créant ainsi le lac Herbert G. West.

## Fouilles
L'existence du site a d'abord été portée à l'attention du professeur Richard Daugherty en 1952 par un éleveur nommé John McGregor. Les fouilles sur le site sont entamées par Daugherty et Roald Fryxell, un géologue, sous les auspices de l'Université d'État de Washington et du National Park Service en 1962, et se poursuivent jusqu'en 1964,. En 1965, Fryxell retourne sur le site en compagnie du professeur Carl Gustafson et d'étudiants de l'Université d'État de Washington, et fait creuser à Roland Marmes une tranchée avec son bulldozer, qui met au jour des ossements humains et de wapitis. La datation par le carbone 14 indique que les restes humains sont vieux de plus de 10 000 ans. En 1968, Fryxell y retourne une nouvelle fois, cette fois avec plusieurs professeurs de l'Université d'État de Washington (dont un professeur invité venu de Pologne) et des membres de l'United States Geological Survey, et trouve davantage de restes humains et animaux, ainsi que des outils en os. Le 29 avril de cette même année, le sénateur de l'État de Washington Warren Magnuson annonce publiquement la découverte.